# Acutosiphon
Acutosiphon (лат.) — род тлей из подсемейства Aphidinae (Macrosiphini). Ареал — Индия, Китай, Непал.

## Описание
Мелкие насекомые красновато-коричневого цвета, длина около 2 мм.
Ассоциированы с различными растениями: Ericaceae (Lyonia ovalifolia), Cyperaceae (Carex, Cyperus), Cotula (Compositae). Близок к роду тлей Vesiculaphis.
- Acutosiphon obliquoris R.C. Basu, A.K.Ghosh & Raychaudhuri